# Ed Viesturs
14 sommets de plus de 8 000 mètres d'altitude
Ed Viesturs (né le 22 juin 1959) est un alpiniste américain. Il fut le premier, dans son pays, à atteindre les quatorze sommets de plus de huit mille mètres, en outre sans apport d'oxygène,,.

## Biographie
D'origine lettone et allemande, Viesturs naît à Fort Wayne, Indiana. Il grandit à Rockford, dans l'Illinois avant de déménager vers Seattle à 18 ans pour suivre les cours de l'université du Washington. C'est sur les pentes du Mont Rainier voisin qu'il commence l'escalade. Il obtient en 1981 une licence (BSc) en zoologie et ensuite un doctorat en médecine vétérinaire. En parallèle, il devient guide pour Rainier Mountaineering, Inc.
Il vit maintenant à Bainbridge Island dans l’État de Washington avec sa femme Paula et ses trois enfants.

## Alpinisme
Son projet de gravir les 14 sommets de plus de 8 000 mètres sans oxygène d’appoint, qu'il a baptisé Projet Endeavor 8000, s'est étendu sur 18 ans ; il s'est terminé avec la conquête de l’Annapurna en mai 2005. Au cours de ces 18 années, il a participé à 29 expéditions dans l’Himalaya et atteint une vingtaine de sommets.

### Liste des sommets de plus de8 000mètres atteints par Ed Viesturs
1. 18 mai 1989 - Kangchenjunga
2. 8 mai 1990 - Everest (également : 15 mai 1991, 9 mai 1994, 23 mai 1996, 23 mai 1997, 17 mai 2004)
3. 16 août 1992 - K2
4. 16 mai 1994 - Lhotse
5. 6 octobre 1994 - Cho Oyu (également : 29 septembre 1996)
6. 18 mai 1995 - Makalu
7. 4 juillet 1995 - Gasherbrum II
8. 15 juillet 1995 - Gasherbrum I
9. 22 avril 1999 - Manaslu
10. 4 mai 1999 - Dhaulagiri
11. 30 avril 2001 - Shishapangma
12. 23 juin 2003 - Nanga Parbat
13. 15 juillet 2003 - Broad Peak
14. 12 mai 2005 - Annapurna

## Médias et prestations commerciales
Plusieurs le connaissent grâce à son reportage sur l'Everest en 1996 présenté au cinéma IMAX. Il a également contribué au tournage du film Vertical Limit (2001), au sein duquel il fait une apparition.
Viesturs est également consultant en design pour divers fabricants d’équipement de plein air, comme Mountain Hardwear, Timberland et Outdoor Research. Il compte parmi ses commanditaires Rolex et Thermos.
Il donne également des conférences, axées sur le travail d’équipe, la planification, la préparation et l’art de surmonter des obstacles majeurs. Viesturs insiste sur l’importance de la préparation et de la gestion du risque. Il met en avant le principe selon lequel l’escalade doit être un voyage aller-retour : il faut savoir attendre patiemment les meilleures conditions permettant une ascension, et savoir faire demi-tour si les conditions l'exigent : c’est la montagne qui décide si on peut grimper ou non. L’art de l’alpinisme consiste à savoir exactement quand monter, quand s’arrêter et quand rebrousser chemin.

## Distinctions
- En 1992, il a reçu le prix David A. Sowles de l'American Alpine Club pour sa participation à deux opérations de sauvetage sur la montagne K2[5].
- En 2002, il a reçu le prix Lowell Thomas, décerné par l’Explorers Club de New York, pour ses réussites dans le domaine de l’alpinisme.